# لاغردلفین‌ها
لاغردلفین‌ها (Lagenorhynchus) نام سرده‌ای از آب‌بازسانان است که دارای پنج عضو است:
- دلفین خال‌دار گرمسیری, S. attenuata
- دلفین خال‌دار اطلس, S. frontalis
- دلفین فرفره, S. longirostris
- دلفین فرفره پوزه‌کوتاه, S. clymene
- دلفین نواری, S. coeruleoalba

اعضای این سرده در آب‌های گرم و معتدل سراسر جهان یافت می‌شوند. بعضی از آن‌ها هنگام به دنیا آمدن خالی بر بدن ندارند ولی با گذر زمان خال‌های روی بدنشان بزرگتر و تاریک‌تر می‌شوند.
نام این سرده از واژه یونانی stenos به معنای «لاغر و باریک» می‌آید.